# Greg Gautreaux
Greg Gautreaux (* im 20. Jahrhundert) ist ein ehemaliger US-amerikanischer Schiedsrichter im American Football, der von der Saison 2002 bis 2021 in der NFL tätig war. Er trug die Uniform mit der Nummer 80.

## Karriere
Gautreaux begann im Jahr 2002 seine NFL-Laufbahn als Field Judge. In den Saisons 2015, 2016 und 2019 war er auch auf der Position des Side Judges tätig.
Beim Super Bowl XLIII im Jahr 2009 war er Field Judge in der Crew unter der Leitung von Hauptschiedsrichter Terry McAulay. Zudem war er Field Judge im Pro Bowl 2011.
Aufgrund der COVID-19-Pandemie ließ er sich für die Saison 2020 als Schiedsrichter beurlauben.
Er beendete nach der Saison 2021 seine Feldkarriere.